# Зарафшон
ООО СП «Зарафшон» (ООО СП «Зеравшан», «Зеравшан голд», JV Zeravshan LLC, Zervashan Gold Company, ZGS, тадж. ҶММ КМ «Зарафшон») — таджикско-китайское предприятие. Принадлежит правительству Таджикистана совместно с горно-промышленной компанией «Цзыцзинь» (Zijin Mining, Таджикикстан имеет долю 30 %, Китай — 70 %). Одно из крупных предприятий золотодобывающей отрасли Таджикистана, которое имеет практически завершённый технологический цикл: добыча, переработка и металлургия — аффинаж золота с получением готовых золотых слитков. Создано в сентябре 1994 года. Основной сырьевой базой предприятия являются золотосодержащие коренные руды месторождений «Джилау» и «Тарор» в Пенджикентском районе Согдийской области. Золотоизвлекательная фабрика СП «Зарафшон» находится в Зеравшанской долине, в северных предгорьях Зеравшанского хребта, в 12 километрах к юго-востоку от Пенджикента, в 100 километрах к юго-востоку от Самарканда. Круглогодичная автодорога протяженностью 12 км связывает золотоперерабатывающее предприятие СП «Зарафшон» с Пенджикентом. По данным на февраль 2018 года доля СП «Зарафшон» в производстве золота в Таджикистане составляла 70 %. За 2018 год СП «Зарафшон» было добыто на месторождениях «Джилау» и «Тарор» 4163 кг (146833 унций) золота. На предприятии работает 2229 человек (2015).
Название компания получила от реки Зеравшан, что означает «золотоносная».

## Сырьевая база
На территории Таджикистан выделяются три золоторудных региона — Карамазар, Южный Тянь-Шань (Центральный Таджикистан) и Памир. Главные месторождения, где сосредоточены основные балансовые запасы находятся на территории Центрального Таджикистана («Тарор», «Джилау», «Чоре», «Дуоба»).
Разведанные запасы Таджикистана сконцентрированы на золотокварцевых месторождениях Джилау-Тарорской и Туркестан-Чоринской рудных зон Центрального Таджикистана, а также золото-кварцевых и золото-сульфидных объектах Карамазара. Основной сырьевой базой является Зеравшанская долина с развитой инфраструктурой. Здесь расположены крупнейшие объекты золотодобычи, из которых предприятием СП «Зарафшон» эксплуатируются «Тарор» и «Джилау». В ближайшей перспективе намечены к промышленному освоению месторождения «Верхний Кумарг», «Восточная Дуоба», «Чоре», «Кончоч (Скальное)».
Основной сырьевой базой предприятия являются золотосодержащие коренные руды месторождений «Джилау» и «Тарор», а также «Хирсхона» и «Олимпийский». Площадь горных арендуемых территорий составляет 1,67 квадратных километров. Золотой рудник «Джилау» состоит из основного рудника «Джилау» и рудника «Хирсхона». Проектная мощность основного рудника «Джилау» составляет 3,3 млн т руды в год. Месторождение «Тарор» содержит золото, медь и серебро. Верхняя часть — окисленные руды, эксплуатируемые открытым способом, а нижняя — сульфидные руды, добываемые подземным способом. Проектная мощность рудника «Тарор» составляет 660 000 т в год. Руды месторождения «Джилау» легкообогатимы. Извлечение золота из руд путём прямого цианирования достигает 93 %, эксплуатируется открытым способом. Руды месторождения «Тарор» упорные, труднообогатимые, комплексные. Основные полезные металлы — золото, серебро, медь; попутные — висмут, селен, теллур; вредная примесь — мышьяк.
Самой крупной перспективной сырьевой базой СП «Зарафшон» является месторождение «Тарор», которое находится в 44 километрах от Пенджикента. Проведенные испытания по схеме прямого цианирования позволили
извлечь 78,94 % золота, 18,5 % серебра. Переработка руды в отдельные годы достигала до 1750—1826 тыс. т в год. При этом извлечение золота составляло 89—91,15 %. Оруденение на месторождении «Тарор» локализуется в зоне скарнирования и окварцевания, развитой на контакте гранитоидов с известняками. Зона имеет форму пластообразной залежи. В 10 километрах к северу от месторождения «Тарор» находится золотокварцевый штокверк «Джилау». Месторождение «Джилау» размещается на северном склоне Зеравшанского хребта, близ его водораздельной части, в пределах юго-западной ветви золотоносного пояса Южного Тянь-Шаня, в единой металлогенической зоне с месторождением Мурунтау. Было известно в середине XX века. Штокверк размещается в гранитоидах, слагающих ядро брахиоскладки. Золотокварцевые руды содержат не более 1,8 % сульфидов.
Компания продолжила геологоразведочные работы на периферийных участках разрабатываемых предприятием месторождений золота «Джилау» и «Тарор». Эти месторождения можно разрабатывать по состоянию на 2014 год ещё порядка 10—15 лет, что позволяет увеличить объём добываемого сырья.
В Таджикистане разведаны 15 месторождений золота, общие запасы которых оцениваются в 400 тонн.

## Технология
Проведенные испытания по схеме прямого цианирования позволили извлечь 78,94 % золота, 18,5 % серебра. При этом расход цианида составлял до 10 кг/т, извести — до 17,5 кг/т. Фабрика предприятия работает с 1996 года только на рудах месторождения «Джилау» по схеме «уголь в щелочи» с получением металлического золота в виде золото-серебряного сплава. Переработка руды в отдельные годы достигала до 1750—1826 тыс. т в
год. При этом извлечение золота составляло 89—91,15 %. Для переработки бедных руд на предприятии используется технология кучного выщелачивания (KB). Взорванную руду с содержанием золота от 0,5 до 0,8 г/т прямо из забоя направляют на спецплощадки для формирования кучи, которую орошают цианидом. Раствор прокачивают через колонны с активированным углем для сорбции растворенного в цианиде золота. Объем куч, перерабатываемых таким способом, уже достиг 1,5 млн т, и это не предел.

## История
Таджикский золоторудный комбинат начал работу в 1990 году и выпускал шлих. В 1992 году на Исфаринском гидрометаллургическом заводе построены мощности по переработке золотосодержащих концентратов Таджикского золоторудного комбината. В начале 1994 года в Чкаловске (ныне Бустон) на заводе ГУП «Востокредмет» пущено в эксплуатацию аффинажное производство для получения слитков золота и серебра. В сентябре 1994 года на базе Таджикского золоторудного комбината было организовано таджикско-британское предприятие СП «Зеравшан», включающее рудники по добыче руд, комбинат по их переработке и получение сплава «Доре». 49 % акций СП «Зарафшон» принадлежали британской компании Commonwealth & British Minerals Limited (CBML), подразделения оффшорной компании «Нельсон голд» (Nelson Gold Corp.), зарегистрированной на Бермудах. Для отработки золоторудного месторождения «Джилау» в январе 1996 году была введёна в эксплуатацию первая очередь золоторудного комбината с проектной мощностью первой очереди около двух тонн сплава «Доре» в год. Аффинаж золота и серебра производился на заводе ГУП «Востокредмет».
За 1996 год СП «Зарафшон» было добыто 1252 кг золота. В 1996 году из-за разногласий иностранных инвесторов СП «Зарафшон» с правительством Таджикистана была приостановлена добыча золота на «Джилау». В 1997 году разногласия были улажены, свободный вывоз золота предприятию был разрешён.
В октябре 2000 года 70 % акций Nelson Resources, которой принадлежали 49 % акций СП «Зарафшон», приобрели за 15,2 млн долларов США оффшорные компании Central Asian Industrial (35 %) и Korinth Trade & Invest Corp. (35 %), принадлежащие казахским бизнесменам. Владельцем Korinth Trade & Invest Corp. являлся Тимур Кулибаев, а владельцами Central Asian Industrial Holdings NV являлись Нуржан Субханбердин, Нина Жусупова и Тимур Кулибаев. Компания Nelson Resources занялась нефтяными и газовыми месторождениями в Казахстане. Казахские инвесторы не были заинтересованы в добыче золота в Таджикистане и 12 ноября 2002 года продали дочернюю компанию Commonwealth & British Minerals Limited, которой принадлежали 44 % акций СП «Зарафшон», британской компании Avocet Mining. Nelson Resources получила 17,6 % акций Avocet Mining на сумму 1,45 млн долларов.
9 июля 2007 года горно-промышленная компания «Цзыцзинь» (Zijin Mining) купила Commonwealth & British Minerals Limited, дочернюю компанию Avocet Mining, которой принадлежало 75 % акций СП «Зарафшон». В 2008 году освоен рудник «Тарор», где содержание золота в руде является одним из самых высоких в мире и составляет до 3—4 граммов в тонне руды. В начале 2011 года была введена в пуск вторая золотоизвлекательная фабрика по переработке мышьяковистых руд месторождения «Тарор».
За 2011 год СП «Зарафшон» было добыто 1329 кг золота. В 2012 году в Таджикистане было добыто свыше 2,4 т золота, из которых 1511 кг приходилось на СП «Зарафшон».
К 2013 году на СП «Зарафшон» функционировали две золотоизвлекательные фабрики мощностью в 2 тыс. тонн руды в сутки и 3,5 тыс. тонн руды в сутки, начал работу промышленный цех по производству извести на известняковом руднике «Дахани мазор» в джамоате Шинг. Был построен цех по наполнению кислородных баллонов. В марте 2013 года введено в эксплуатацию предприятие по аффинажу золота мощностью до 5 т чистого золота. Ранее аффинаж золота производился на ГУП «Востокредмет».
По состоянию на 2015 год со стороны компании «Цзыцзинь» (Zijin Mining) на развитие производства инвестирована сумма в размере более 306,1 млн долларов. В основном, инвестиции были направлены на модернизацию оборудования обогатительной фабрики, приобретение горнотранспортной техники и ввода новых мощностей. Компания широко использует технологию извлечения золота из бедных руд, так называемое «отвальное выщелачивание», предприятие также начало отработку упорных руд месторождения «Тарор» с получением золота и медного концентрата. В сентябре 2014 года запущена аффинажная фабрика по переработке сульфидных руд производительностью 10 тыс. тонн руды в сутки и стоимостью 1 миллиард сомони. Фабрика позволяет производить 5 т золота в год, но не может работать на полную мощность из-за дефицита электроэнергии. Официально фабрику открыл президент Таджикистана Эмомали Рахмон в октябре 2015 года. Эмомали Рахмон в рамках визита поручил реконструировать 18-километровую автодорогу, ведущую к предприятию, а также построить школу, детский сад и ТЭЦ мощностью 50 мегаватт для нужд самого предприятия.
В феврале 2018 года компания «Цзыцзинь» (Zijin Mining) продала 5 % акций СП «Зарафшон» правительству Таджикистана за 1 доллар, доля «Цзыцзинь» стала составлять 70 %, доля Таджикистана — 30 %.
За 2018 год СП «Зарафшон» было добыто на месторождениях «Джилау» и «Тарор» 4163 кг (146833 унций) золота.
По состоянию на первое полугодие 2016 года добычей золота занимались восемь таджикских и иностранных компаний. Кроме СП «Зарафшон» в Таджикистане работают предприятия среднего объема добычи — СП «Апрелевка», артель «Одина», СП «Пакрут» (принадлежит подразделению китайской компании China Nonferrous Metal Mining Group) в Вахдате, Государственное казённое республиканское предприятие (ГКРП) «Тиллои Точик» в Хатлонской области и другие. По состоянию на февраль 2018 года доля СП «Зарафшон» в производстве золота в Таджикистане составляла 70 %.